# 12398 Pickhardt
12398 Pickhardt este un asteroid din centura principală de asteroizi.

## Descriere
12398 Pickhardt este un asteroid din centura principală de asteroizi. A fost descoperit pe 25 mai 1995 la Kitt Peak National Observatory în cadrul proiectului Spacewatch. Asteroidul prezintă o orbită caracterizată de o semiaxă mare de 2,16 ua, o excentricitate de 0,13 și o înclinație de 1,1° în raport cu ecliptica.